# Федеральный медицинский исследовательский центр психиатрии и наркологии имени В. П. Сербского

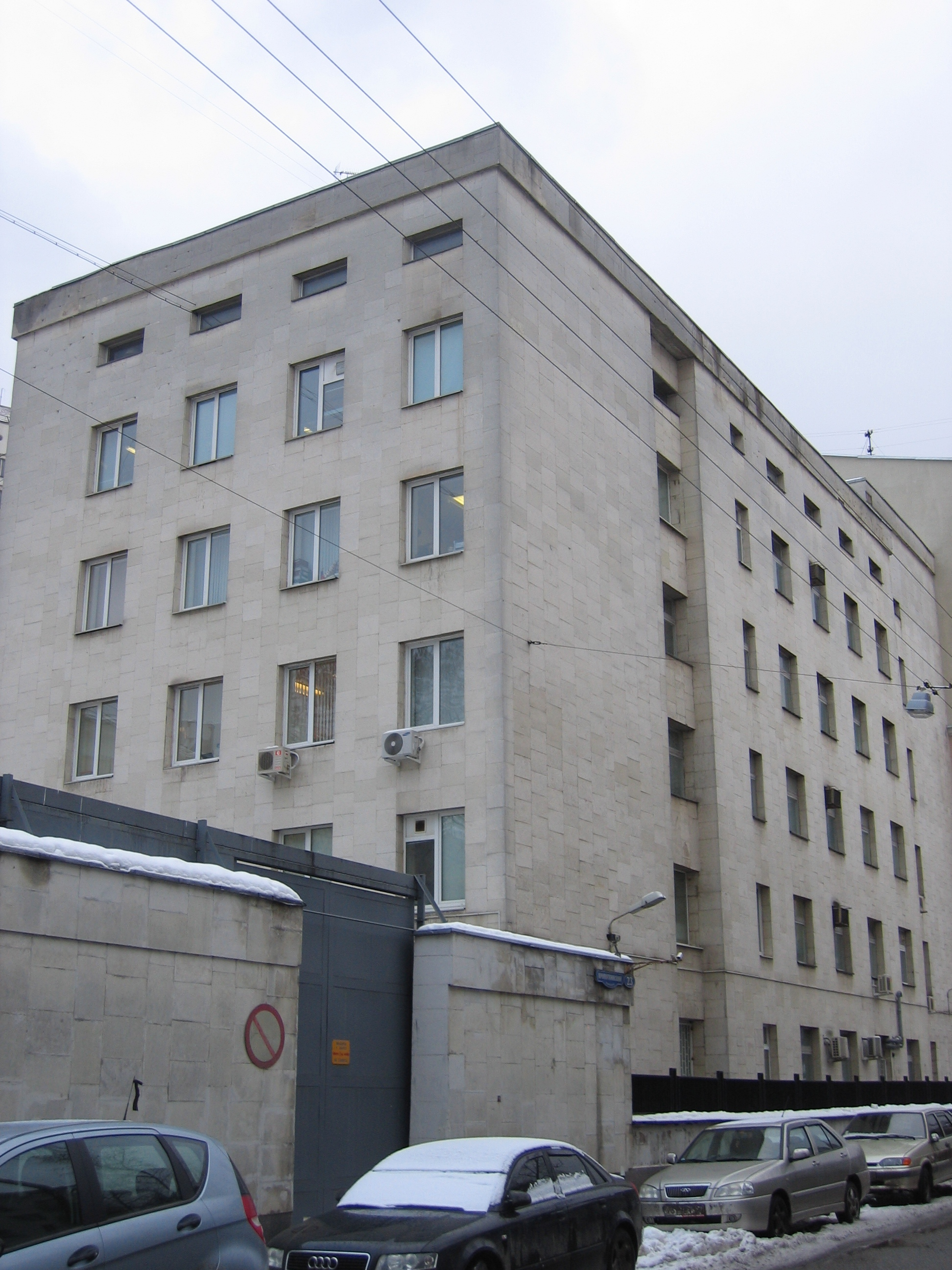
Здание института в Москве

Федеральное государственное бюджетное учреждение «Национальный медицинский исследовательский центр психиатрии и наркологии имени В. П. Сербского» Министерства здравоохранения Российской Федерации, сокращённо ФГБУ «НМИЦПН им. В. П. Сербского» Минздрава России (старое название: «Государственный научный центр социальной и судебной психиатрии им. В. П. Сербского», «Федеральный медицинский исследовательский центр психиатрии и наркологии имени В. П. Сербского») основан в 1921 году по инициативе Народного комиссариата здравоохранения и органов судопроизводства.
Основное направление деятельности — проведение сложных судебно-психиатрических экспертиз и разработка научных основ судебной психиатрии. Центр носит имя профессора Владимира Петровича Сербского.
По состоянию на 2009 год в центре работали около 800 сотрудников, включая 3 академиков РАМН, 48 докторов наук и 120 кандидатов наук.
Здание центра находится в Москве по адресу Кропоткинский переулок, дом 23, рядом с метро «Кропоткинская».

## История центра
В мае 1921 года Пречистенская психиатрическая больница в Москве, берущая своё начало от созданного в 1899 году Центрального полицейского приёмного покоя для душевнобольных, была преобразована в Пречистенскую психиатрическую лечебницу для заключённых. Впоследствии названия учреждения менялись в следующем порядке:
1. Центральный институт судебной психиатрии в Москве.
2. Московский НИИ судебной психиатрии имени В. П. Сербского.
3. Всесоюзный НИИ общей и судебной психиатрии имени В. П. Сербского.
4. Государственный научный центр социальной и судебной психиатрии имени В. П. Сербского.
5. Федеральный медицинский исследовательский центр психиатрии и наркологии.
6. Федеральный медицинский исследовательский центр психиатрии и наркологии имени В. П. Сербского.
7. Национальный медицинский исследовательский центр психиатрии и наркологии имени В. П. Сербского[4].

С деятельностью центра были связаны имена психиатров — профессоров И. Н. Введенского (сын Н. Е. Введенского), О. В. Кербикова, Д. А. Аменицкого, Н. П. Бруханского:40, Е. К. Краснушкина, Н. И. Фелинской, A. M. Халецкого и других.
Руководители центра:
- 1921—1930 — Е. Н. Довбня
- 1930—1950 — Ц. М. Фейнберг
- 1950—1951 — А. В. Снежневский
- 1951—1957 — А. Н. Бунеев
- 1957—1990 — Г. В. Морозов
- 1990—2010 — Т. Б. Дмитриева
- 2010—2022 — З. И. Кекелидзе
- С 2022 года — С. В. Шпорт

### Институт в 1920—1940-е годы
На протяжении первого десятилетия существования института его деятельность носила открытый характер; институт всё более и более приобретал признаки обычного научного учреждения. Публикации о нём появлялись в прессе. Проводились заседания общества невропатологов и психиатров, организовывались экскурсии для студентов и слушателей различных курсов. Сотрудникам института поручались для экспертизы наиболее ответственные и сложные случаи. Например, в 1945 году Е. К. Краснушкину, неизменному участнику экспертных комиссий при институте, было (совместно с Е. Е. Сеппом и Н. А. Куршаковым) поручено участвовать в судебно-медицинской экспертизе Г. Круппа, Ю. Штрейхера и Р. Гесса на Нюрнбергском международном судебном процессе. Симулировавший потерю памяти Гесс мог быть признан британскими специалистами невменяемым, однако после экспертизы, проведённой Е. К. Краснушкиным, выводы которого суд признал убедительным, в ходе дальнейшего рассмотрения дела Гесс признался в симуляции:40.
Украинский судебный психиатр, кандидат медицинских наук Ада Коротенко полагает, что по мере становления в стране тоталитарного режима в институте искоренялись либеральные тенденции, происходили многочисленные кадровые перестановки, ужесточались требования к персоналу и условия содержания испытуемых, для взаимоотношений между сотрудниками стали характерными недоверие, подозрительность и доносительство.
Постепенно в ведение НИИ им. Сербского перешли все научно-практические и организационно-методические проблемы судебно-психиатрической экспертизы, в том числе руководство периферийными психиатрическими учреждениями. К середине 1930-х годов институт превратился в монопольный орган, проводящий судебно-психиатрические экспертизы по всем наиболее важным делам. Самые известные учёные-психиатры, как правило, либо сотрудничали с институтом, либо работали в нём. На первый план начали выдвигаться политические задачи, и в 1938 году было создано специальное отделение, куда помещались подследственные, обвинявшиеся в контрреволюционной деятельности (по ст. 58 УК РСФСР), за исключением женщин и подростков. Истории болезни обвиняемых, содержавшихся в этом отделении, были выделены в отдельный архив и осенью 1941 года уничтожены в первую очередь:41.

### Инструмент репрессивной психиатрии
В Советском Союзе психиатрические больницы часто использовались властью для изоляции политических инакомыслящих, чтобы дискредитировать их взгляды, сломить их физически и морально. Известно высказывание Никиты Хрущёва: «Против социализма может выступить только сумасшедший». Привлечённые к уголовной ответственности по политическим статьям, диссиденты иногда проходили стационарную экспертизу в институте им. Сербского. Признанных невменяемыми и больными, политических инакомыслящих направляли на принудительное лечение в тюремные психиатрические больницы системы МВД:30.
В институте им. Сербского ставились диагнозы диссидентам в наиболее известных случаях злоупотребления психиатрией. Например, там проходили экспертизу Александр Есенин-Вольпин, Виктор Некипелов, Вячеслав Игрунов, Виктор Файнберг. Генерал-майор Петр Григоренко был признан невменяемым в НИИ им. Сербского, поскольку «был непоколебимо убежден в правоте своих поступков» и «помешался на идеях реформизма». Некоторые из специалистов НИИ им. Сербского имели высокий авторитет в МВД — например, печально знаменитый Даниил Лунц, заведовавший 4-м отделением, куда направлялись на экспертизу арестованные по политическим статьям:42, и охарактеризованный Виктором Некипеловым как «ничем не отличавшийся от врачей-преступников, которые проводили бесчеловечные эксперименты над заключёнными в нацистских концлагерях». Д. Р. Лунц имел чин полковника госбезопасности, Г. В. Морозов — генерала. Ц. М. Фейнберг, директор института с 1930 по 1950 год, длительное время работала на административных должностях в системе ВЧК и НКВД:41.
В советской психиатрии существовало понятие вялотекущей шизофрении — особой разновидности шизофрении, протекающей в мягкой форме, без выраженной психопродуктивной симптоматики. Этот диагноз нашёл применение в практике репрессивной психиатрии в СССР и часто выставлялся диссидентам, обследованным в институте им. Сербского. Диагностические критерии вялотекущей шизофрении позволяли выставлять этот диагноз людям, чьё поведение и мышление выходило за рамки социальных норм. С. Глузман и В. Буковский приводят высказывание профессора Тимофеева: «Инакомыслие может быть обусловлено болезнью мозга, когда патологический процесс развивается очень медленно, мягко, а другие его признаки до поры до времени (иногда до совершения криминального поступка) остаются незаметными».
Многие из сотрудников института им. Сербского не знали о злоупотреблениях, имевших место в 4-м отделении:41,42,78. «Специальное» 4-е отделение представляло собой «государство в государстве», куда не имели доступа психиатры-эксперты, работавшие с лицами, совершившими уголовные преступления:42. Бюрократизированная иерархичность структуры советской психиатрии позволила исключить большинство судебных психиатров из участия в экспертизах диссидентов:78. Вместе с тем среди лиц, обвинявшихся в антисоветской деятельности, процент «душевнобольных» обычно оказывался во много раз выше, чем среди уголовных преступников. Процент привлечённых к ответственности по политическим статьям составлял 1—2 % от общего количества лиц, проходивших на протяжении 1970-х годов экспертизу в институте им. Сербского; между тем в пенитенциарных учреждениях количество осуждённых диссидентов составляло в этот период времени лишь 0,05 % от общего числа осуждённых.
В 1950-е годы Комиссия Комитета партийного контроля при ЦК КПСС, осуществившая тщательную проверку Института им. Сербского, собрала многие документальные свидетельства, подтверждающие существование злоупотреблений психиатрией и низкое качество экспертиз, проводимых в Институте им. Сербского. Комиссия установила факт незаконного альянса психиатров института с органами государственной безопасности и отметила личную ответственность за совершённые преступления Д. Р. Лунца. Председатель Комиссии КПК А. Кузнецов, в частности, отмечал: «Руководство института допускало нарушение законности, выражавшееся в том, что врачи-эксперты дела по политическим преступлениям не изучали, не докладывали их, а, как правило, эти дела привозил в институт следователь КГБ за тридцать минут до начала экспертизы, сам докладывал суть дела, присутствовал при экспертизе и даче медицинского заключения».
В справке «Об Институте судебной психиатрии им. Сербского», составленной для Комиссии Комитета партийного контроля в августе 1956 года директором Института психиатрии Минздрава СССР Д. Федотовым и заведующим отделом науки газеты «Медицинский работник» А. Портновым, говорилось: «В институте установилась традиция — исключать из состава СПК [судебно-психиатрической комиссии] врача, мнение которого расходится с большинством членов комиссии. <…> Если в одном из отделений после повторной экспертизы мнения расходятся, то есть диагноз не устанавливается, то больного переводят в другое отделение, где экспертиза приводится к единому мнению без всякого участия врачей предыдущего отделения и ссылки на их мнения».
В документах, собранных комиссией, отмечалось, что ряд пациентов содержались в Институте им. Сербского в изоляторах, не имевших коек, и указывались случаи грубого обращения с пациентами (избиения), прежде всего со стороны работников МВД. Данные комиссии, по-видимому, так и не были обсуждены на высшем партийном уровне; акт комиссии был сдан в архив, а члены комиссии подверглись административным репрессиям: их отстранили от руководящих должностей.
Посетившая Институт им. Сербского в 1991 году комиссия Всемирной психиатрической ассоциации обнаружила, что помещения института скудны и переполнены, а пациенты во время своего пребывания в институте очень ограничены в деятельности. Из бесед с пациентами и другими лицами в Институте им. Сербского выяснилось, что большинство пациентов хотя и имели беседы с юристами, но получили очень мало информации о том, по какой причине они находятся в институте и каков будет результат обследования. Ни один из пациентов не вызывался в суд.

## Постсоветское время

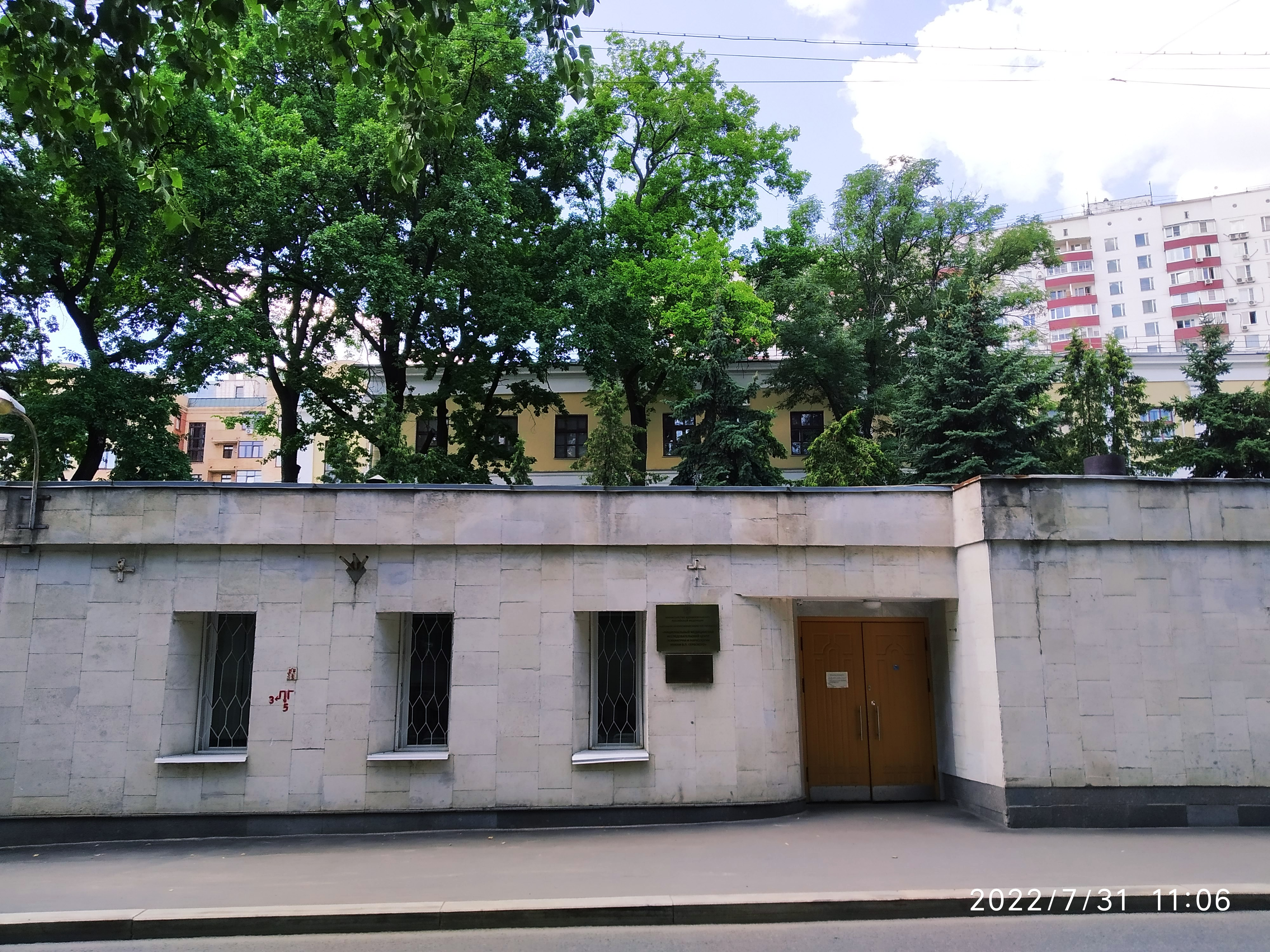
Проходная Центра в 2022 году

По утверждению экс-директора НИИ им. Сербского Татьяны Дмитриевой, высказанному в 2001 году, с середины — конца 1980-х годов в институте произошло немало изменений; палаты, где ранее содержались диссиденты, используются для лечения людей с психическими расстройствами, наркоманией и алкоголизмом.
С другой стороны, по утверждению критиков, институт лишь приспособился к новым условиям, не проведя никаких реальных реформ. Роберт ван Ворен, генеральный секретарь международной организации «Глобальная инициатива в психиатрии», писал, что сфера судебной психиатрии в странах бывшего Советского Союза остаётся закрытой и влиятельной, сохраняется диктат московской психиатрической школы: судебно-психиатрическая практика активно контролируется Центром им. Сербского, и даже в странах Балтии по-прежнему соблюдаются предписания этого учреждения, а часть профессиональной подготовки возложена на его сотрудников.
Согласно Федеральному закону «О государственной судебно-экспертной деятельности в Российской Федерации», в негосударственных российских учреждениях не может проводиться судебно-психиатрическая экспертиза, а это фактически означает запрет экспертной деятельности любых независимых от государства психиатров. Как отмечает международная правозащитная группа «Агора» в докладе «Политическая психиатрия в России», фактически за Центром имени Сербского остаётся последнее слово во всех связанных с психиатрией вопросах; вопреки положению Уголовно-процессуального кодекса, согласно которому никакие доказательства не имеют заранее установленной силы, заключение Центра им. Сербского практически невозможно оспорить.
Юрий Савенко, глава Независимой психиатрической ассоциации России, отмечал: «Практически ничего не изменилось. Они в институте не испытывают угрызений совести по поводу своей роли при коммунистах. Это те же самые люди, и они не хотят извиняться за все свои действия в прошлом». «Система всё та же, менталитет тот же», — утверждал Александр Подрабинек. По мнению адвоката Карена Нерсисяна, «институт Сербского не является медицинским учреждением, это орган власти».
Многие судебно-психиатрические экспертизы, проводившиеся специалистами центра в постсоветское время, были назначены с целью признать невменяемыми высокопоставленных должностных лиц в случаях совершения ими изнасилований или убийств, как то было в Чечне с Юрием Будановым, который в конечном итоге был признан вменяемым и осуждён после более чем трёх лет судебных разбирательств.
28 декабря 2017 года решением Петрозаводского суда в Центр имени Сербского для проведения психиатрического обследования был доставлен известный карельский историк, руководитель карельского отделения общества «Мемориал» Юрий Дмитриев. Экспедиции под руководством Юрия Дмитриева обнаружили в Карелии в конце 1990-х годов места массовых захоронений жертв политических репрессий в Сандармохе и Красном бору.

### Спорные экспертизы

Штамп амбулаторной экспертизы Центра. 1990-е годы

Результаты некоторых экспертиз, проводившихся сотрудниками Центра им. Сербского, являются дискуссионными.
- Когда совершивший военное преступление Юрий Буданов проходил судебно-психиатрическую экспертизу в Центре им. Сербского в 2002 году, экспертную комиссию возглавляла Тамара Печерникова, которая в советское время признала невменяемой поэтессу Наталью Горбаневскую[12]. Буданов был освобождён от уголовной ответственности по причине «временной невменяемости». После общественного возмущения была назначена новая судебно-психиатрическая экспертиза[12][27]. Юрий Буданов подвергался судебно-психиатрической экспертизе шесть раз и в конечном счёте был признан вменяемым и осуждён[7].
- Центр имени Сербского дал оценку предполагаемого массового отравления сотен чеченских школьников. Эксперты пришли к выводу, что болезнь была вызвана «психоэмоциональным напряжением»[28][29]. В действительности при соматическом обследовании у детей выявлялись признаки отравления: тяжёлое поражение желудочно-кишечного тракта и печени, тяжёлые неврологические и эндокринные нарушения[30].
- По сообщениям западных СМИ, начиная с 2000-х годов было немало случаев, когда люди, «неудобные» для российских властей, содержались в психиатрических больницах[31][32][33]. Некоторые из этих людей проходили судебно-психиатрическую экспертизу в Центре имени Сербского и были признаны невменяемыми. Например, в 2003 году в Центре им. Сербского проводилась экспертиза Юрия Давыдова и Евгения Привалова — руководителей «Поэтизированного объединения разработки теории общественного счастья» (ПОРТОС). В ходе экспертизы им поставили диагноз «шизофрения» и признали невменяемыми. Защита настаивала на оправдании Ю. Давыдова и Е. Привалова как психически здоровых людей[7].
- Дмитрий Медков, ложно обвинённый в убийстве собственной сестры, дважды проходил экспертизу в Центре им. Сербского[34]. В 2004 году специалисты центра вынесли заключение, согласно которому Дима Медков «страдает хроническим психическим расстройством в форме шизофрении, а именно параноидной шизофренией». Согласно выводам экспертов, Медков «по своему психическому состоянию (бредоподобное фантазирование, субъективизм, своеобразие суждений, склонность к формированию некорригируемых концепций, бредовые идеи отношения при нарушении критики и прогноза) не может предстать перед судом, принимать участие в судебно-следственных мероприятиях. По своему психическому состоянию (гебоидные нарушения с эмоциональной извращенностью, холодностью, жестокостью, склонностью к импульсивной агрессии, параноидная настороженность, бредовые идеи отношения) с учётом содеянного Медков представляет особую социальную опасность, нуждается в направлении на принудительное лечение в психиатрический стационар специализированного типа». Три года Д. Медков проходил принудительное лечение в психиатрической больнице; после того как обнаружилось, что сестра Медкова жива, новая комиссия вынесла совершенно иное заключение, исключающее прежние выводы[35].
- На основании заключения экспертов Центра им. Сербского судом было вынесено решение о принудительной госпитализации Михаила Косенко, жертвы так называемого «болотного дела» — обвинения против арестованных участников оппозиционного марша к Болотной площади. Решение экспертов было подвергнуто резкой критике не только со стороны политической оппозиции, но и со стороны некоторых психиатров. В частности, Юрий Савенко, президент Независимой психиатрической ассоциации, заявил: «Я выступал в суде по поводу заключения так называемых экспертов относительно состояния Косенко. Оно написано возмутительно небрежно, а диагноз притянут за уши»[36].
- В апреле 2016 года судебно-психиатрическую экспертизу назначили ещё одному обвиняемому по «болотному делу» — Максиму Панфилову[37], арестованному 7 апреля и обвинённому в том, что во время событий на Болотной площади он якобы причинил физическую боль сержанту полиции, сняв с того защитный шлем. По утверждению защиты, Панфилов не причинял полицейскому физической боли, а шлем не был застёгнут[38]. В октябре 2016 года Панфилова признали невменяемым после экспертизы в Центре имени Сербского, в том же месяце — перевели из больницы следственного изолятора в психиатрическую больницу[37].